# Inaciolândia
Inaciolândia este un oraș în Goiás (GO), Brazilia.